# Rolf Umbach
Rolf Umbach (* 19. August 1926 in Leverkusen; † 12. Februar 2018 in Altweilnau) war ein deutscher Psychologe, Theologe und Schriftsteller. 

## Leben
Rolf Umbach absolvierte ein Studium der Theologie, Psychologie und Philosophie. 1952 promovierte er an der Universität München mit einer Arbeit über den russischen Philosophen Lev Isaakovič Šestov zum Doktor der Philosophie. Umbach leitete ein Heim für schwererziehbare Jugendliche. Anfang 1964 wurde er als der erste Polizeipsychologe in Deutschland vom damaligen Münchner Polizeipräsidenten Manfred Schreiber engagiert, „um das (nach den Schwabinger Krawallen gestörte) Verhältnis zwischen Öffentlichkeit und Polizei zu verbessern“. Umbach erhielt eine beratende Funktion in Führungs- und Einsatzfragen der Münchner Polizei. Er prägte die Anfänge der Polizeipsychologie in Deutschland. 1968 wechselte er zum Deutschen Entwicklungsdienst. Ab 1976 war er als Entwicklungshelfer in Äthiopien sowie als Pfarrer und Dozent in Namibia tätig. Anschließend wirkte er bis 1995 als Gemeindepfarrer in Wiesbaden. Umbach lebte mit seiner Frau, der chinesischen Malerin Yu Mo Hung Umbach (* 1947), die er 1976 geheiratet hatte, in Weilrod-Altweilnau (Taunus).
Rolf Umbach war der Verfasser theologischer Abhandlungen sowie von Jugendbüchern, Reiseberichten und Theaterstücken.
Er starb im Februar 2018 im Alter von 91 Jahren.

## Werke
- Die Grundprobleme Leo Schestows, München 1952
- Die Brüder und die kleinen Pferde, Reutlingen 1957
- Im Takt der Hufe, Braunschweig 1962
- Jenseits der Rassenschranke, Schwäbisch Hall 1973
- Unter Grasdächern, Frankfurt (Main) 1988
- Vom Flug der Fische, Neukirchen-Vluyn 1995
- Deine Liebe ist süßer als Wein, Stuttgart 2005